# 松布兰
松布兰（法語：Sombrin，法語發音：[sɔ̃bʁɛ̃]）是法国上法兰西大区加来海峡省的一个市镇，位于该省南部偏东，属于阿拉斯区。

## 地理
松布兰（50°14'23"N, 2°30'3"E）面积6.61 平方千米，位于法国上法蘭西大區加来海峡省，该省份为法国北部沿海省份，西北濒北海，南至索姆省，东临北部省。
与松布兰接壤的市镇（或旧市镇、城区）包括：阿韦讷勒孔特、巴利、库勒蒙、大吕勒库尔、索尔蒂、瓦尔吕泽勒。

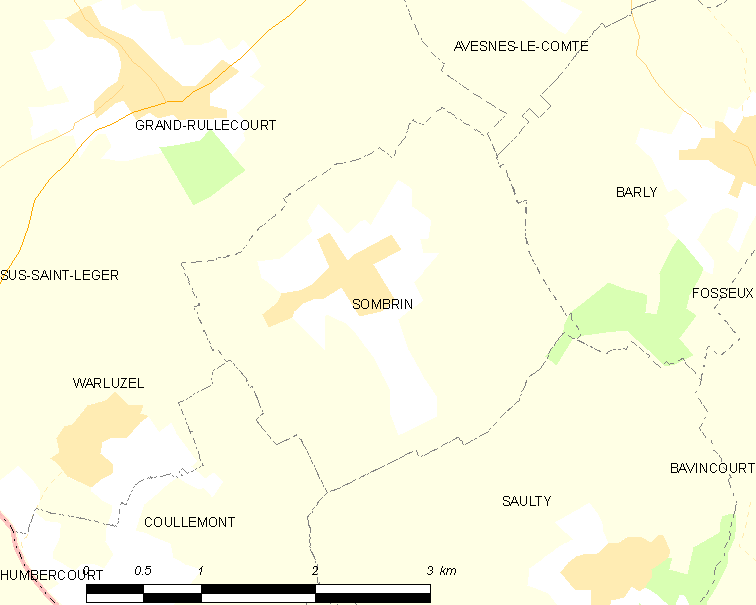
松布兰的OSM定位图

松布兰的时区为UTC+01:00、UTC+02:00（夏令时）。

## 行政
松布兰的邮政编码为62810，INSEE市镇编码为62798。

## 政治
松布兰所属的省级选区为阿韦讷勒孔特县。

## 人口

1962-2008年间松布兰人口变化图示

松布兰于2022年1月1日时的人口数量为206人。